# 가우하르 칸
가우하르 칸(힌디어: गौहर खान, 영어: Gauhar Khan, 1983년 8월 23일 ~ )은 인도의 모델, 배우이다.

## 같이 보기
- 인도 영화 배우 목록